# Universidade San Dámaso
A Universidade San Dámaso é uma universidade eclesiástica erigida pela Santa Sé na Arquidiocese de Madrid (Espanha). Proporciona formação em Filosofia, Teologia, Literatura Cristã e Clássica, Direito Canónico e Ciências da Religião com validade oficial em todas as universidades. Seu nome é tirado do Papa de origem hispânica San Dámaso I.
Está localizado no centro de Madrid, junto à famosa basílica de San Francisco el Grande, os Jardines de las Vistillas e junto ao Seminário Conciliar de Madrid, onde se encontram a sede da biblioteca e a Faculdade de Literatura Cristã e Clássica ... São Justino: Seu lema é "Veritatis Verbum communicantes" ("Transmissores da Palavra da Verdade").
Seu Grão-Chanceler é o Cardeal Carlos Osoro Sierra. Seu Reitor é Javier María Prades López.

## História
A Universidade San Dámaso está vinculada aos estudos ministrados no Seminário Conciliar de Madri, cuja atual sede foi inaugurada em 1906. Em 1967, foi erguido um 'Estudo Teológico' da própria atividade docente do seminário, vinculado à Pontifícia Universidade de Salamanca.
Ao longo dos anos, foram erguidas instituições acadêmicas no campo do seminário, dedicadas ao ensino de diferentes disciplinas: catequese e ciências religiosas (1977), liturgia (1987)... Até em 1990 foi aprovado pela Congregação para a Educação Católica o Centro de Estudos San Dámaso, com o Cardeal Antonio María Rouco Varela como Arcebispo de Madrid.
Seis anos depois, foi erigida a Faculdade de Teologia. A partir de então, foram acrescentadas novas instituições dedicadas a mais disciplinas do campo eclesial: Direito Canônico (2007), Filosofia (2008), novo Instituto Superior de Ciências Religiosas (2012).
Em 2011 a Congregação para a Educação Católica erigiu a Universidade Eclesiástica San Dámaso na qual estão integradas as Faculdades de Teologia, Filosofia, Direito Canônico, Literatura Cristã e Clássica San Justino e o Instituto Superior de Ciências Religiosas.

## Organização acadêmica
A Universidade de San Dámaso tem quatro Faculdades (Teologia, Direito Canônico, Filosofia e Literatura Cristã e Clássica) e um Instituto Superior (Ciências Religiosas). Eles oferecem estudos de bacharelado, mestrado e doutorado, bem como graus específicos em cada Faculdade.

### Faculdade de Teologia

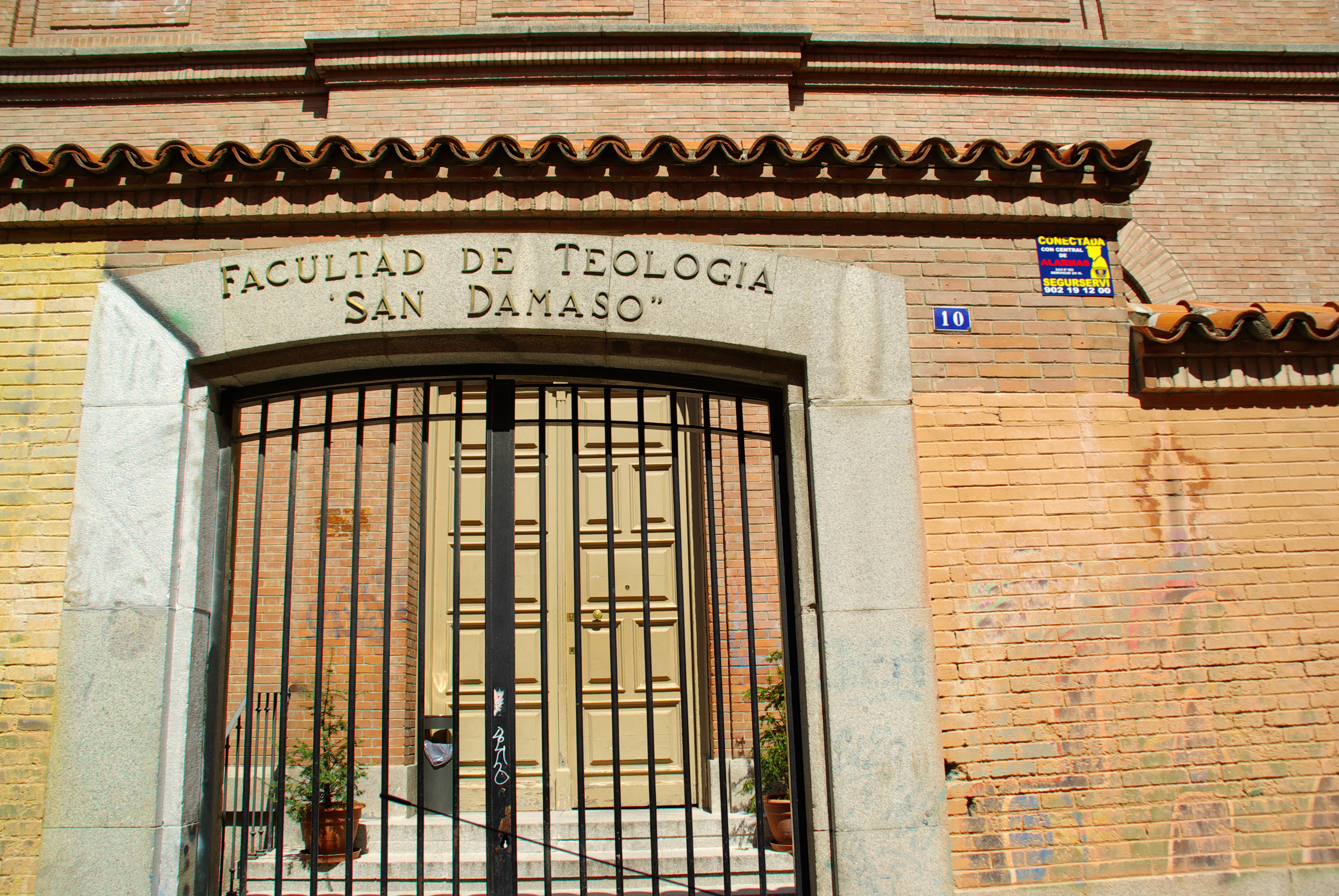
Entrada principal da Faculdade de Teologia em abril de 2010

Em 1967 foi erguido o Estudo Teológico como extensão da atividade docente que, desde a sua fundação, o Seminário Diocesano de Madrid vinha realizando. Em 1990, a Congregação para a Educação Católica erigiu canonicamente o Centro de Estudos Teológicos "San Dámaso" e aprovou seus estatutos.
Em 1995, o então Arcebispo de Madrid, Antonio María Rouco Varela, iniciou os passos para estabelecer a Faculdade de Teologia. Um ano depois, a nova Faculdade é erigida pela Congregação para a Educação Católica, na qual está integrado o Instituto Superior de Ciências Religiosas "San Dámaso".
Em 1999 a sua sede mudou-se para o número 10 da Calle Jerte em Madrid. E em 2011, a Faculdade é integrada na Universidade Eclesiástica San Dámaso. Nele estudam seminaristas da Província Eclesiástica de Madri, de outros seminários como o militar, estudantes de diversas congregações e ordens religiosas e movimentos de vida apostólica como o Regnum Christi.
Tem as cátedras de vida consagrada, em colaboração com a Conferência Episcopal Espanhola, e de missiologia, em colaboração com as Pontifícias Obras Missionárias da Espanha. Durante o ano letivo 2021/2022, a Faculdade celebra o seu 25º aniversário com eventos como as sessões de atualização pastoral para os sacerdotes, nas quais Lazarus You Heung-sik, prefeito da Congregação para o Clero, dá uma palestra.

#### Afiliações
A Universidade está vinculada aos seguintes centros, por meio de sua Faculdade de Teologia:
- Seminário Maior do Bom Pastor (Benguela - Angola)
- Centro de Estudos do Seminário Maior San Pelagio (Córdova)
- Instituto de Teologia "Lumen Gentium" (Seminário Maior de Granada)
- Plano de Estudo Regional para o Monastério da Região Espanhola da Ordem Cisterciense da Estrita Observância.
- Seminário do Conselho de San Bartolomé de Cádis
- Instituto Teológico Lucense (Seminário Maior de Lugo)
- Pontifício Seminário São Tomás de Aquino (São Domingos - República Dominicana)

Tem também como adido o Instituto Superior de Estudos Teológicos "San Ildefonso" (Toledo) e patrocina os seguintes institutos:
- Instituto Superior de Ciências Religiosas "Beata Victoria Díez" (Córdova)
- Instituto Superior de Ciências Religiosas “Santa María” (Toledo)

### Faculdade de Direito Canônico
Em 2007, a Congregação para a Educação Católica estabeleceu o Instituto de Direito Canônico como instituto sui iuris da Arquidiocese de Madri com o poder de conceder o grau acadêmico de licenciatura nessa matéria. Quatro anos depois, em 2011, a Congregação para a Educação Católica erigiu a Faculdade de Direito Canônico, que nesse mesmo ano foi integrada na nova Universidade.
Todos os anos realiza um curso de formação para profissionais dos tribunais eclesiásticos em colaboração com o Tribunal da Rota Romana do Vaticano.

### Faculdade de Filosofia

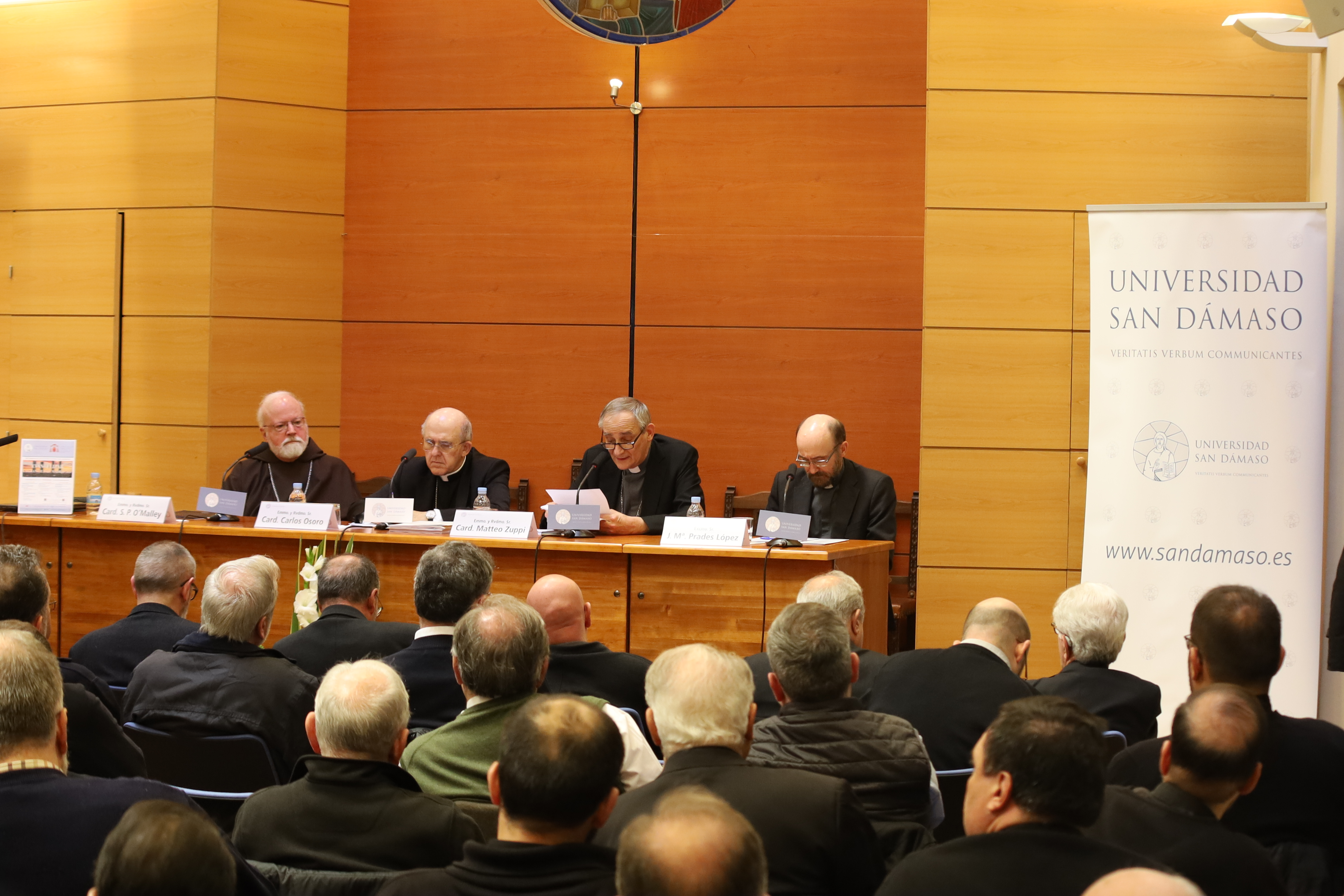
Conferência na Sala de Aula Pablo Domínguez Prieto, na Universidade San Dámaso em 2020

Em 2008, a Congregação para a Educação Católica erigiu a Faculdade de Filosofia "San Dámaso" e em 2011 foi integrada na recém-criada Universidade.
A cada dois anos, realiza um congresso-concurso para estudantes do ensino médio de institutos com o objetivo de promover o pensamento entre os jovens por meio de temas como ciência, filosofia, política ou religião.

### Faculdade de Literatura Cristã e Clássica
Em 1987, o então Arcebispo de Madrid, Ángel Suquía Goicoechea, reconheceu por decreto a constituição da Fundação San Justino, dedicada a promover o estudo e o conhecimento da tradição cristã, semente do futuro Instituto San Justino. Em 1991, o próprio Suquía aprovou a criação do Instituto Diocesano de Filologia Clássica e Oriental San Justino, dedicado ao ensino das línguas clássicas e orientais, dotado de acervo bibliográfico próprio.
Em 2008, este instituto diocesano iniciou um acordo de colaboração para cursos de latim, grego e etrusco com a Sociedade Espanhola de Estudos Clássicos. Em 2010, o instituto "San Justino", graças ao decreto da Congregação para a Educação Católica, tornou-se a Faculdade "San Justino" de Literatura Cristã e Clássica. E um ano depois foi integrado na Universidade Eclesiástica de San Dámaso.
A Faculdade oferece a possibilidade de estudar cursos de línguas clássicas como aramaico, acadiano, sumério, árabe, hebraico, latim, grego ou siríaco.
Anualmente celebra uma conferência sobre poesia religiosa e outra sobre filiação no início da reflexão cristã.

### Instituto Superior de Ciências Religiosas
Em 1977, com o objetivo de responder às necessidades da Igreja Católica em matéria de catequese e formação, foi criado o Instituto Superior de Ciências Religiosas e Catequéticas. Em 1986, a Congregação para a Educação Católica aprovou seus estatutos. Dez anos depois, a Congregação erigiu a Faculdade de Teologia e nela foi inserido o Instituto Superior de Ciências Religiosas. Os novos estatutos do Instituto seriam aprovados no ano 2000.
Em 2011 a nova Universidade San Dámaso absorveu a Faculdade de Teologia e, portanto, o Instituto. Um ano depois, duas modalidades de estudo foram instituídas no Instituto: presencial e a distância. Atualmente existem mais de 20 ramais à distância do Instituto na Espanha e na América.

## Serviços

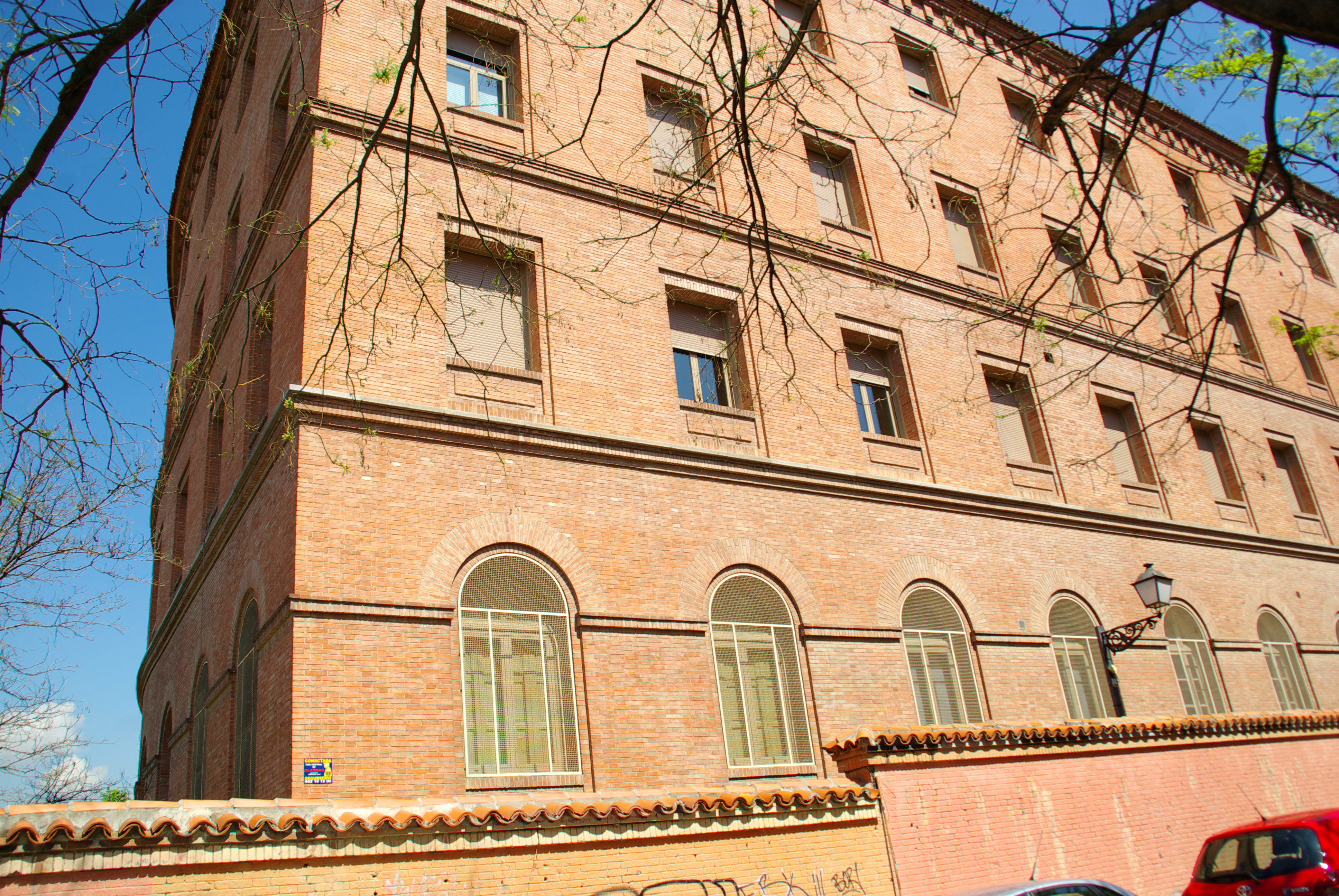
Fachada da Universidade San Dámaso, na rua Jerte (Madrid)

### Biblioteca
Tem mais de 190.000 volumes, alguns de certo valor e antiguidade; muitos deles salvos por José María García Lahiguera durante a perseguição religiosa durante a Guerra Civil Espanhola.

### Revistas e publicações
A Universidade publicou um certo número de livros correspondentes às disciplinas em que trabalha: o serviço de publicações mantém diferentes coleções bibliográficas há anos. Além disso, apoia a publicação regular de quatro revistas: Teologia e Catequese, Revista Espanhola de Teologia, Estudos bíblicos e Ius Communionis.

### Departamento de Qualidade
A adesão das instituições académicas dependentes da Igreja Católica na União Europeia ao Espaço Europeu do Ensino Superior, por força do Acordo de Bolonha, e sob a supervisão da Agência do Vaticano para a Promoção da Qualidade (AVEPRO), implica que San Dámaso A Universidade adere ao processo, tornando a promoção da qualidade um elemento importante da vida académica, ao serviço da excelência académica.

## Governo
- Cardeal Carlos Osoro Sierra: Grão-Chanceler
- Javier María Prades López: reitor
- Gabriel Richi Alberti: decano da Faculdade de Teologia
- Juan Manuel Cabezas Cañavate: decano da Faculdade de Direito Canônico
- Víctor Manuel Tirado San Juan: decano da Faculdade de Filosofia
- Pilar González Casado: decana da Faculdade San Justino de Literatura Cristã e Clássica
- Eduardo Toraño López: diretor do Instituto Superior de Ciências da Religião
- Raúl Orozco Ruano: Secretário Geral